# Edmund Barton
Edmund Barton (Sydney, 18 gennaio 1849 – Medlow Bath, 7 gennaio 1920) è stato un politico e magistrato australiano.
Uomo politico e barrister, è stato il primo premier della storia australiana e il fondatore della Corte Suprema dell'Australia. Ha ricoperto la carica di primo ministro dal 1º gennaio 1901 al 24 settembre 1903.

## Biografia
Barton era il nono figlio di William Barton, un agente di cambio e di Mary Louise Barton.
Si iscrisse alla Fort Street High School e alla Sydney Grammar School, dove per due volte fu nominato capo scuola e capitano. Si laureò con onore in studi classici all'Università di Sydney, dove si era messo in luce anche nel cricket.
Barton, nel 1871, iniziò la sua carriera di avvocato e quella di giocatore di cricket nel Newcastle, incontrando nel 1870 Jane Ross Mason, con la quale si sposerà nel 1877.
Nel 1879, Barton arbitrò a Sydney una partita di cricket fra il Nuovo Galles del Sud e una squadra di turisti inglesi capitanati da Lord Harris. Dopo una decisione discutibile del collega di Barton, un gruppo di tifosi inferociti invase il campo. Questo episodio, passato alla storia come il primo tumulto nella storia del cricket internazionale, ebbe un lieto fine grazie alla capacità dimostrata da Barton nel riportare la calma. Questo episodio gli fece guadagnare le prime pagine dei giornali e lo aiutò nella sua successiva carriera politica. Un anno più tardi, Barton rappresentò l'Università di Sydney nel parlamento del Nuovo Galles del Sud. Nel 1882 venne eletto presidente dell'assemblea parlamentare e nel 1884 ricoprì la carica di presidente dell'università di Sydney.
Dal 1887 al 1891 e ancora dal 1897 al 1898, Barton fece parte del consiglio legislativo. Durante il 1890 egli cambiò i suoi punti di vista economici e si unì ai protezionisti, opponendosi al partito del libero commercio, condotto da George Reid. L'avversione reciproca fra Barton e Reid caratterizzò la vita politica del Nuovo Galles del Sud nel 1890.
Barton fu un forte assertore della federazione delle colonie australiane e dopo la morte del sir Henry Parkes guidò efficacemente il movimento federalista. Dal suo ufficio condusse una campagna instancabile per la fondazione della federazione e nel 1897 fu uno dei delegati scelti dal Nuovo Galles del Sud all'assemblea costituente che licenziò la costituzione federale.
Nel 1899 Barton, al fine di far approvare definitivamente il testo costituzionale, condusse la campagna referendaria per il Nuovo Galles del Sud, ma Reid si oppose e la proposta di costituzione fu rigettata. Barton fu quindi costretto ad accordarsi con Reid per far approvare la costituzione in un secondo referendum. Successivamente si alleò con Alfred Deakin ed altri politici di Londra per incitare il Parlamento britannico a ratificare la nascita della federazione australiana.
A dispetto delle aspettative del mondo politico australiano il Governatore Generale Hopetoun incaricò William Lyne, primo ministro del Nuovo Galles del Sud, di formare un governo.
La decisione del Hopetoun era rispettosa dell'anzianità politica maturata da Lyne, ma per il movimento federalista non era accettabile che il primo governo federale fosse guidato da un antifederalista convinto. Dopo intense trattative Lyne rinunciò a formare il suo governo e Barton venne nominato Primo Ministro. Il compito principale del suo governo fu quello di organizzare le prime elezioni federali, che si tennero nel mese di marzo del 1901. Barton conquistò il suo seggio ed il suo partito protezionista ottenne la maggioranza grazie all'appoggio esterno fornito dal Partito Laburista.
La prima parte del governo di Barton fu caratterizzata dall'approvazione della legge di limitazione dell'immigrazione, che ufficializzò la politica dell'Australia Bianca. Con questa legge Barton pagò il prezzo richiesto dai laburisti per il sostegno fornito al suo governo. Un'altra riforma notevole fu l'estensione alla donne del diritto di voto per le elezioni federali del 1902. Barton si rivelò comunque un conservatore moderato ed i liberali del suo partito avversavano la sua politica.
Nel 1902 Barton si recò in Inghilterra, dove rimase per buona parte dell'anno, per assistere all'incoronazione di re Edoardo VII. Questo viaggio venne utilizzato per negoziare la presenza navale britannica al fine di proteggere l'Australia dalle navi pirata. Durante il suo soggiorno a Londra, Burton venne nominato Cavaliere di Gran croce dell'Ordine di San Michele e San Giorgio. Nel settembre del 1903, Barton lasciò il Parlamento per fondare la Corte Suprema Australiana. Fu sostituito come Primo Ministro da Alfred Deakin il 24 settembre.
Come alto magistrato Barton adottò lo stesso conservatorismo moderato che aveva caratterizzato la sua azione politica. Dopo il 1906 fu avversato da Isaac Isaacs e H.B. Higgins, i due liberali nominati alla corte da Deakin. Barton morì il 7 gennaio 1920 all'Idro hotel Maestoso, lasciando quattro figli.
Massone, fu membro della Loggia Harmony n. 556 dal 3 marzo 1878 e nel giugno 1880 ne divenne Primo diacono.

## Giudizio storico
Come primo premier della storia australiana, Barton è diventato un'icona nazionale e viene ricordato per il seguente motto: "Per la prima volta, noi abbiamo una nazione per continente e un continente per nazione". Oggi, gli australiani ricordano meno volentieri un altro suo motto: "Io non penso che la dottrina dell'uguaglianza dell'uomo sia stata intesa realmente per includere l'uguaglianza razziale".
La maggior parte degli storici ritengono che in realtà Barton sia stato un politico mediocre. Il suo contributo più grande alla storia australiana fu la guida del movimento federalista, ma da quando fu eletto Primo ministro si adagiò sugli allori.